# Brungrått lavfly
Brungrått lavfly (Cryphia fraudatricula) är en fjäril som beskrevs 1803 av Jacob Hübner. Arten ingår i släktet Cryphia och familjen nattflyn (Noctuidae). Inga underarter finns listade i Catalogue of Life.

## Utbredning och habitat
Brungrått lavfly förekommer i Öst- och Centraleuropa, förutom i Frankrike, och lokalt i Tyskland i öster och söder så långt som till Rhen. Mot öster når arten Kaspiska havet. En isolerad population är känd från centrala Kina. Sällsynt ses den norr om sitt utbredningsområde och den har observerats i Sverige. Dess huvudsakliga livsmiljöer är klippiga områden, svämlövskog med gamla träd och trädgårdar med trästaket.